# Grigorij Gorin
Grigorij Gorin, született Grigorij Izrailjevics Ofstein (Moszkva, 1940. március 12. – Moszkva, 2000. június 15.) orosz humorista, orvos.

## Élete és művészete

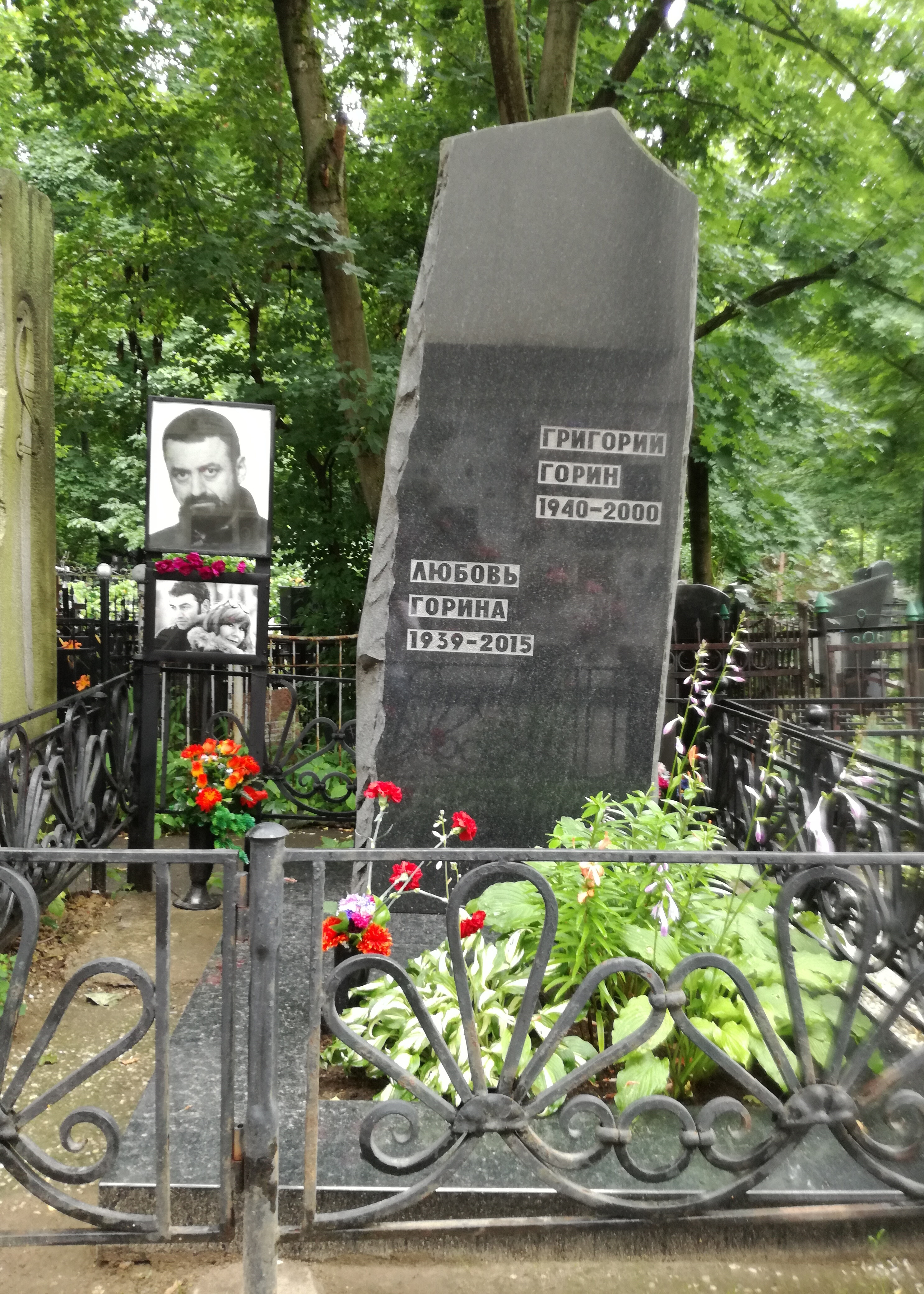
Sírja a Vaganykovói temetőben

Édesapja a szovjet Vörös Hadsereg tisztje volt, anyja pedig orvos (művésznevét az ő Gorinská leánykori nevéből származtatta). A moszkvai Szecsenov Intézetben végzett, és orvosként dolgozott a sürgősségi szolgálatnál. Diákéveitől feuilletonokat, vázlatokat és aforizmákat közölt a Junoszťyés a Lityeraturnaja gazeta folyóiratokban, 1966-ban közreműködött a Négyen egy borítóban című könyvben, amelyhez Eduard Uszpenszkij, Arkagyij Arkanov és Felix Kandel is hozzájárult. Mindenekelőtt rövid szatirikus történetek szerzőjeként tűnt ki, amelyekben ad abszurdumban játszotta el a stagnálás időszakának jellegzetes társadalmi jelenségeit, mint a túlzott bürokráciát, az áruhiányt a boltokban és a kapcsolódó feketepiacot, a korrupciót és a feljelentéseket. 1981-ben Skrytou Kamerou címmel jelent meg cseh nyelven Gorin humoreszkjeinek könyve. Színdarabokat is írt (a csehszlovák színpadokon is sikerrel adták elő őket), amelyekben történelmi témákat aktualizált: Aki soha nem hazudott (a Prášil baron, vagyis a Münchhausen báró alapján), Felejtsétek el Herosztratoszt!, Thyl Ulenspiegel, Jonathan Swift utolsó halála, Vígjáték egy nemes huszárról és egy csinos színésznőről. Emellett a KVN című humoros tévéműsor házigazdája volt, dalszövegek és filmforgatókönyvek szerzője (Mark Zaharovval közösen elkészítették Jevgenyij Lvovics Svarc To Kill a Dragon című drámájának adaptációját). Posztumusz elnyerte az Orosz Föderáció Állami Díja kitüntetést.

## Művei
- Világraszóló lakodalom
- A gyújtogató
- Gyalog a holdsugáron (Münchhausen báró)
- Thyl Ulenspiegel
- Felejtsétek el Herosztratoszt!

## Fordítás
- Ez a szócikk részben vagy egészben  a   Grigorij Gorin című cseh Wikipédia-szócikk ezen változatának fordításán alapul.  Az eredeti cikk szerkesztőit annak laptörténete sorolja fel. Ez a jelzés csupán a megfogalmazás eredetét és a szerzői jogokat jelzi, nem szolgál a cikkben szereplő információk forrásmegjelöléseként.